# Epi ton deeseon

L'Epi ton deeseon (en grec : ὁ ἐπὶ τῶν δεήσεων, que l'on peut traduire par « maître des requêtes ») était une charge administrative au sein de l'Empire byzantin, créée au VIIe siècle. Le détenteur de ce poste avait pour mission d'examiner et de traiter les requêtes adressées à l'empereur ainsi que d'en faire rapport à ce dernier. En outre, l'epi ton deeseon préparait les actes impériaux. Ainsi, en raison de sa proximité avec le pouvoir, le maître des requêtes, comme d'autres hauts fonctionnaires byzantins, occupa parfois une place très importante dans le gouvernement.
Le patriarche œcuménique de Constantinople employait également un epi ton deeseon.